# Gliceriusz Landriani
Gliceriusz Landriani (ur. 1 marca 1588 w Mediolanie, zm. 15 lutego 1618 w Rzymie) – włoski zakonnik, pijar, Czcigodny Sługa Boży Kościoła katolickiego.

## Życiorys
Urodził się w 1588 w Mediolanie w zamożnej włoskiej rodzinie. Jego rodzicami byli Anna Visconti i Horacy Landriani. Ze strony matki był spokrewniony ze św. Karolem Boromeuszem. Ze strony ojca był potomkiem św. Gliceriusza z Mediolanu. Jego brat, Fabrycjusz Landriani był arcybiskupem Pawii.
Gliceriusz studiował filozofię, prawo i teologię na Uniwersytecie Bolońskim oraz w Rzymie w kolegium dominikanów przy kościele Santa Maria sopra Minerva. W wieku dziewiętnastu lat dołączył do pobożnego kręgu portugalskiego księdza Franciszka Méndeza, ucznia św. Jana z Ávila. Następnie za wskazaniem papieża Pawła V znalazł się pod kierownictwem duchowym o. Dominika Ruzzoli, karmelity bosego, który go pokierował do Szkół Pobożnych. W 1612 wstąpił do powstającego Zakonu Szkół Pobożnych. W zakonie należał do pierwszych współpracowników św. Józefa Kalasancjusza – założyciela pijarów. Ten cenił go jako nauczyciela i katechetę, bo uczył nie tylko pisania, czytania i liczenia, ale również modlitwy. Mimo swojego pochodzenia wyróżniał się umiłowaniem zakonnego ubóstwa.
W 1618 Gliceriusz otrzymał zgodę papieża na złożenie wcześniejszych ślubów wieczystych in articulo mortis – w obliczu śmierci. Były to pierwsze złożone śluby w historii zakonu (sam Józef Kalasancjusz złożył je dopiero miesiąc później). Gliceriusz Landriani zmarł w opinii świętości w nowicjacie pijarskim Santa Maria in Via w dniu złożenia ślubów, 15 lutego 1618 w Rzymie. Jego ciało spoczywa w kościele pw. św. Pantaleona w Rzymie.

## Proces beatyfikacyjny
Św. Józef Kalasancjusz rozpoczął jego proces beatyfikacyjny, podczas którego wystąpił jako świadek. Nakazał umieścić jego serce w relikwiarzu i przez długi czas przechowywał je w swoim własnym pokoju, a obecnie znajduje się w Domu Generalnym pijarów. Proces został przerwany w wyniku ogólnych rozporządzeń wydanych przez papieża Urbana VIII. Wznowiony pod koniec XIX w., a w 1931 papież Pius XI wydał dekeret o heroiczności cnót Gliceriusza Landrianiego. W maju 2023 w Domu św. Pantaleona w Rzymie oficjalnie na nowo zainicjowano proces beatyfikacyjny i kanonizacyjny czcig. Gliceriusza. Postulatorem Generalnym jest o. Ángel Ayala Guijarro.

## Dzień obchodów
Czcigodny Gliceriusz Landriani jest w Zakonie Pijarów patronem Ruchu Calasanz (pijarskiej propozycji formacji dla dzieci i młodzieży). 31 maja (dzień przyłączenia się do Szkół Pobożnych w 1612 oraz dzień ogłoszenia heroiczności jego cnót w 1931) jest Dniem Ruchu Calasanz.